# Zaida Chongo
Zaida Mucavele foi uma bailarina e cantora moçambicana. Nasceu na província de Gaza na cidade de Xai-Xai, Moçambique a 17 de Junho de 1970. Ela perdeu a vida a 4 de junho de 2004.

## Vida e obra
Iniciou-se como bailarina com Carlos Chongo de cuja banda fez parte integral até Janeiro de 1982, altura em que Zaida faz a sua primeira aparição pública como cantora.
Em 1983, Zaida e Carlos Chongo contraem matrimónio passando a usar coreografias que tinham tanto de erótico como de artístico. Em 1984, através de Victor José, o casal é pela primeira vez convidado a gravar um espectáculo ao vivo sob a direcção dos produtores do Kuxa-kanema. Em 1992, sob custódia de Domingos Macamo, editor musical da Rádio Moçambique, o casal foi convidado a registar o primeiro número musical em fita magnética no estúdio M1, cuja voz era da Zaida Chongo com o título "Kiribone", que atingiu as paradas de sucesso nacionais. Gravaram o seu primeiro álbum em cassete, contendo dez temas originais (temas compostos por Carlos Chongo). No ano seguinte Gloria Muianga, produtora do top feminino, convidou Zaida a participar na parada de sucessos, onde sagrou-se vencedora do Prémio Revelação. Em 1997, a editora Orion-Trading (extinta) convida Zaida e Carlos que abandonam a Rádio Moçambique gravam o seu primeiro cd – “Sibo”. Com o decorrer dos anos este grupo cria a tradição de anualmente gravar um disco e conquistar prémios em todas as paradas nacionais (Top Feminino e Ngoma Moçambique.) Dos vários convites para actuações no exterior, destaca-se um concerto que se repetiu em varias cidades da República Alemã, em 1999.
A dada altura as divergências matrimoniais e os conflitos internos começam a tomar conta do casal quando Zaida começa a deixar-se levar pelo consumo excessivo de bebidas alcoólicas e suposto quadro de HIV-sida. A relação matrimonial agravou-se terminando com um divórcio, já nos finais de Janeiro de 2003. Zaida, já divorciada decide juntar-se com um novo companheiro, indo viver para a vila de Marracuene, província de Maputo.

## Discos
- Sifa si Lhile (2004) - Vidisco
- Matekaway (2003) - Vidisco
- Alfândega (1999) - Orion
- Drenagem (1998) - Orion
- Toma que te dou (1997) - Orion
- Sibo (1997) - Orion

## Prémios
| Top feminino - 1996 - Melhor canção - 1995 - Canção mais popular - 1994 - Imprensa - 1993 - Revelação | Ngoma Moçambique - 2001 - Imprensa - 1999 - Canção mais popular - 1998 – Imprensa - 1998 - Disco de Platina para Toma que te dou - 1997 - Canção mais Popular - 1997 - Disco de Prata para Sibo |